# クピドの悪戯
『クピドの悪戯』（クピドのいたずら）は、北崎拓による日本の漫画シリーズ。オムニバス恋愛漫画のシリーズ作品で、当初は『週刊ヤングサンデー』（小学館）とその増刊号において発表されていたが、同誌の休刊後は『週刊ビッグコミックスピリッツ』（同）やその増刊号などに発表の場を移している。『クピドの悪戯 惑いのレイコ』は『月刊ヤングキングアワーズGH』（少年画報社）で連載、『秘匿夫婦〜クピドの悪戯〜』は『週刊漫画ゴラク』（日本文芸社）で連載している。
単行本は小学館の〈ヤングサンデーコミックス〉（YSC）と〈ビッグコミックス〉（BC） 、少年画報社の〈ヤングキングコミックス〉より。
本項ではシリーズの全体像を中心として解説する。シリーズ内各作品の詳細については以下のそれぞれの項目を参照。
- 「虹玉ポンチ」・「虹玉」・「虹玉ボンボン」→クピドの悪戯 虹玉
- 「さくらんぼシンドローム」→さくらんぼシンドローム クピドの悪戯II
- 「オレ×ヨメ」・「逆襲のオレ×ヨメ」→オレ×ヨメ クピドの悪戯
- 「このSを、見よ!」→このSを、見よ! クピドの悪戯
- 「惑いのレイコ」→クピドの悪戯 惑いのレイコ

## 概要
2021年時点で連載8作・読切2作の計9作がシリーズ作品として発表されており、さらにシリーズ以前に発表された読切1作が特別編としてシリーズに組み込まれている。2004年（平成16年）に読切として描かれた「虹玉ポンチ」を皮切りに、小学館の『週刊ヤングサンデー』とその増刊誌上において「虹玉」（連載）・「さくらんぼシンドローム」（連載）・「虹玉ボンボン」（読切）の4作を発表。2008年（平成20年）の同誌休刊に伴い、連載中であった「さくらんぼシンドローム」が『週刊ビッグコミックスピリッツ』増刊に移籍し、以降『スピリッツ』とその増刊誌上において「オレ×ヨメ」（短期連載）・「逆襲のオレ×ヨメ」（短期連載）・「このSを、見よ!」（連載）の3作が発表されている。（連載誌・時期の詳細は#シリーズ作品一覧を参照）
単行本は『クピドの悪戯「虹玉」』全7巻、『さくらんぼシンドローム クピドの悪戯II』全11巻、「オレ×ヨメ」と「逆襲のオレ×ヨメ」を収録した『オレ×ヨメ クピドの悪戯』全1巻、『このSを、見よ! クピドの悪戯』全15巻が小学館から発売されている。前2タイトルは〈ヤングサンデーコミックス〉 (YSC) 、後2タイトルは〈ビッグコミックス〉 (BC) からの発行。『さくらんぼシンドローム』の9巻以降には読切作品が1作ずつ併録されている。〈YSC〉版は2009年3月発行分までの累計で100万部を、『このSを、見よ!』は7巻までの累計で45万部を超えている。（単行本についての詳細は#書誌情報を参照）

### シリーズ定義
北崎は本シリーズを「男女の（異性同士とは限らないが）出会いのきっかけに「ちょっと不思議」がからんでいれば、それが『クピドの悪戯』」と定義しており、またYSC版の単行本各巻の裏表紙には「この時代、恋の神様クピド (Cupid) が悪戯心で選んだ男女に起こる恋の物語。」というキャッチコピーが書かれている。こうした定義・キャッチコピーが示す通りにシリーズ作品はいずれも恋愛描写を主軸としながらも、そのきっかけに奇病や相性診断システムといったSF要素・「クピドの悪戯」が絡められている。このため、発表時には〈クピドの悪戯〉ではなかった「サイキック デュオ」も、単行本収録に当たり「クピドの悪戯特別編」としてシリーズに組み込まれている。
「このSを、見よ!」は当初、掲載誌が変わったことなどを理由としてシリーズ名「クピドの悪戯」の冠が外されていたが、当初より『クピド』の一作として執筆されており、単行本化に当たって「クピドの悪戯」の冠がつけられるようになった。

### 特色
1作目から6作目までのシリーズ作品はいずれも男の主人公1人と2人のヒロインが基本構成となっており、さらにこのうち第1作である「虹玉ポンチ」を除いた作品において主人公が「むっちゃん」というあだ名を持ち、ヒロインの一人が「麻」の文字を含んだ名前となっている。さらに2作目から4作目ではもう一人のヒロインが「『令』を含む文字」を含んだ名前となっている。（#シリーズ作品一覧を参照）
また1作目から5作目までの全ての作品において、眼鏡をかけ厚い唇をした女性・仙堂寺が狂言回しとして登場し、各作品における「クピドの悪戯」の解説を行なっている。6作目では女性の仙堂寺は登場しないが、主人公の名字が仙堂寺であり、彼女の縁者という設定になっている。（#シリーズ作品一覧を参照）

## シリーズ作品一覧
各作品の詳細についてはリンク先を参照。
- 〈掲載誌〉BS：ビッグコミックスピリッツ、MS：月刊!スピリッツ（BS増刊）、YS：週刊ヤングサンデー、YSS：YSスペシャル（BS増刊）、YKOGH：月刊ヤングキングアワーズGH、WMG：週刊漫画ゴラク
- 〈収録〉虹：ヤングサンデーコミックス『クピドの悪戯 虹玉』、さ：ヤングサンデーコミックス『さくらんぼシンドローム クピドの悪戯II』、オ：ビッグコミックス『オレ×ヨメ クピドの悪戯』、S：ビッグコミックス『このSを、見よ!』

|        | タイトル                 | 掲載誌       | 掲載号                              | 収録   | 主人公                                                | ヒロイン                         | ヒロイン                     | 仙堂寺       | クピドの悪戯                         | 備考                                                     |
| ------ | ------------------------ | ------------ | ----------------------------------- | ------ | ----------------------------------------------------- | -------------------------------- | ---------------------------- | ------------ | ------------------------------------ | -------------------------------------------------------- |
| 1      | 虹玉ポンチ               | YS           | 2004年2月増刊号                     | さ9巻  | 名越 克彦                                             | 伊波                             | 高田 陽子                    | 医者         | 奇病 「虹玉」                        | 連載版「虹玉」のプロトタイプとなった読切第1作。          |
| 2      | 虹玉                     | YS           | 2004年42号 - 2006年18号             | 虹     | 睦月 智也 むつきともや                                | 桐生 麻美                        | 大倉 怜子                    | 医者         | 奇病 「虹玉」                        | 「虹玉ポンチ」を元とした連載第1作。                      |
| 3      | さくらんぼシンドローム   | YS           | 2006年34号 - 2008年35号             | さ     | 阿川 宗則 あがわむねのり                              | 麻生 沙也子                      | 天海 玲菜                    | 医者         | 奇病 「進行性減齢症候群」            | 連載第2作。                                              |
| 3      | さくらんぼシンドローム   | YSS          | VOL.1 - VOL.5                       | さ     | 阿川 宗則 あがわむねのり                              | 麻生 沙也子                      | 天海 玲菜                    | 医者         | 奇病 「進行性減齢症候群」            | 連載第2作。                                              |
| 4      | 虹玉ボンボン             | YS           | 2007年1月増刊号                     | さ11巻 | 武藤 勇介 むとうゆうすけ                              | 小巻 麻琴                        | 小巻 美鈴                    | 医者         | 奇病 「虹玉」                        | 読切第2作。                                              |
| 5      | オレ×ヨメ                | BS           | 2009年1号 - 3号                     | オ     | 姫川 睦月 ひめがわむつき                              | 伊能 麻衣子 （井野 舞子）        | 梅宮 凛子                    | 開発者       | 相性診断 「CUPIDシステム」           | 連載第3作。全3回の短期集中連載。                         |
| 6      | 逆襲のオレ×ヨメ          | MS           | 2009年10月号 - 12月号               | オ     | 仙堂寺 航                                             | 鏑木 萌絵                        | M・o・e                      | 主人公が縁者 | 未来の機械 「チンコロ」と「M・o・e」 | 連載第4作。全3回の短期集中連載。                         |
| 7      | このSを、見よ!           | BS           | 2009年42号 - 2013年20号             | S      | 鵜守田 倫 （鵜守田 睦実） （主人公の父） うすだむつみ | （麻城 千絵子） （ヒロインの母） | （神取 令子） （主人公の母） |              | スティグマ                           | 連載第5作。                                              |
| 8      | 惑いのレイコ             | YKOGH        | 2017年9月号 - 2019年2月号           |        | 妃室尊                                                | 甘神澪央                         | レイコ                       |              |                                      | 連載第6作。                                              |
| 9      | 秘匿夫婦〜クピドの悪戯〜 | WMG          | 2022年1月7・14日合併号（No.2788） - |        | フジサワカツヤ                                        | レイコ                           | -                            |              |                                      | 連載第7作。                                              |
| 特別編 | サイキック デュオ        | YS           | 2000年1月増刊号                     | さ10巻 | 藍葉 眞                                               | 楯未 弥子                        | 楯未 弥子                    | -            | 超能力                               | 単行本収録時に「クピドの悪戯特別編」とされた読切。       |
| 特別編 | 井伊家の童女             | 戦国武将列伝 | 2015年4月号                         |        | 井伊直親                                              | 井伊直虎                         | 井伊直虎                     | -            | 超能力                               | 雑誌掲載時に「クピドの悪戯シリーズ」最新作とされた読切。 |

## サイキック デュオ
「サイキック デュオ」(PSYCHIC D) は『週刊ヤングサンデー』2000年1月増刊号に掲載された読切作品。『さくらんぼシンドローム クピドの悪戯II』10巻に併録されている。発表時には〈クピドの悪戯〉シリーズではなかったが、単行本収録に当たり「クピドの悪戯特別編」としてシリーズに組み込まれた。
タイトルの通りに2人の超能力者を主人公とし、テレパシー能力者である高校3年生の少女楯未弥子が通り魔殺人事件を起こそうとする犯人の怨念を感じ取り、念力を持つ高校1年生の少年藍葉眞に協力を求め、事件を未然に防ごうとする様を描く。

## 井伊家の童女
「井伊家の童女（わらべ）」は『コミック乱ツインズ 戦国武将列伝』2015年4月号に掲載された読切作品。掲載誌表紙には‟「クピドの悪戯」シリーズ、奇跡の降臨!!‟、本編１頁目の柱にも‟北崎拓「クピドの悪戯」シリーズの最新作掲載!!‟と書かれている。2023年現在、単行本未収録作となっている。
時は織田信長が本能寺の変で果てた天正10年。奇妙な童女に会った時、信長が死ぬことを予言されていたと養母の井伊直虎に報告する井伊万千代。2人の会話を通じて、戦国時代の女傑・井伊直虎が回想する井伊直親との恋愛と一夜の過ち、その後の悲劇を描く。数10年も同じ外見のまま、井伊家の一族に不幸の前兆を知らせる童女の予知能力が”クピドの悪戯”にあたる。

## 書誌情報
全て著者は北崎拓、発行は小学館より、判型はB6判。
- 〈ヤングサンデーコミックス〉
  - 『クピドの悪戯「虹玉」』[注 1] 全7巻
    1. 2005年4月5日第1刷発行（3月4日発売[小 1]）、ISBN 4-09-153201-2
    2. 2005年4月5日第1刷発行（3月4日発売[小 2]）、ISBN 4-09-153202-0
    3. 2005年7月5日第1刷発行（6月3日発売[小 3]）、ISBN 4-09-153203-9
    4. 2005年10月5日第1刷発行（9月5日発売[小 4]）、ISBN 4-09-153204-7
    5. 2006年1月5日第1刷発行（前年12月5日発売[小 5]）、ISBN 4-09-153205-5
    6. 2006年4月5日第1刷発行（3月3日発売[小 6]）、ISBN 4-09-151066-3
    7. 2006年7月5日第1刷発行（6月5日発売[小 7]）、ISBN 4-09-151088-4

  - 『さくらんぼシンドローム クピドの悪戯II』 全11巻
    1. 2006年12月5日第1刷発行（11月2日発売[小 8]）、ISBN 4-09-151137-6
    2. 2007年3月5日第1刷発行（2月5日発売[小 9]）、ISBN 978-4-09-151162-1
    3. 2007年5月7日第1刷発行（5月2日発売[小 10]）、ISBN 978-4-09-151200-0
    4. 2007年8月8日第1刷発行（8月3日発売[小 11]）、ISBN 978-4-09-151219-2
    5. 2007年11月10日第1刷発行（11月5日発売[小 12]）、ISBN 978-4-09-151242-0
    6. 2008年2月10日第1刷発行（2月5日発売[小 13]）、ISBN 978-4-09-151280-2
    7. 2008年5月7日第1刷発行（5月2日発売[小 14]）、ISBN 978-4-09-151330-4
    8. 2008年8月10日第1刷発行（8月5日発売[小 15]）、ISBN 978-4-09-151366-3
    9. 2008年11月4日第1刷発行（10月30日発売[小 16]）、ISBN 978-4-09-151388-5
      - 「虹玉ポンチ」併録

    10. 2008年12月31日第1刷発行（12月26日発売[小 17]）、ISBN 978-4-09-151410-3
      - 「サイキック デュオ」併録

    11. 2009年3月4日第1刷発行（2月27日発売[小 18]）、ISBN 978-4-09-151418-9
      - 「虹玉ボンボン」併録
- 〈ビッグコミックス〉
  - 『オレ×ヨメ クピドの悪戯』[注 2] 2010年2月3日初版第1刷発行（1月29日発売[小 19]）、ISBN 978-4-09-182785-2
  - 『このSを、見よ! クピドの悪戯』[注 3] 全15巻

  1. 2010年2月3日初版第1刷発行（1月29日発売[小 20]）、ISBN 978-4-09-182818-7
  2. 2010年5月3日初版第1刷発行（4月28日発売[小 21]）、ISBN 978-4-09-182818-7
  3. 2010年8月4日初版第1刷発行（7月30日発売[小 22]）、ISBN 978-4-09-183277-1
  4. 2010年11月3日初版第1刷発行（10月29日発売[小 23]）、ISBN 978-4-09-183485-0
  5. 2010年12月30日初版第1刷発行（12月25日発売[小 24]）、ISBN 978-4-09-183617-5
  6. 2011年4月4日初版第1刷発行（3月30日発売[小 25]）、ISBN 978-4-09-183697-7
  7. 2011年7月5日初版第1刷発行（6月30日発売[小 26]）、ISBN 978-4-09-183850-6
  8. 2011年10月5日初版第1刷発行（9月30日発売[小 27]）、ISBN 978-4-09-184066-0
  9. 2012年1月1日初版第1刷発行（前年12月27日発売[小 28]）、ISBN 978-4-09-184189-6
  10. 2012年4月4日初版第1刷発行（3月30日発売[小 29]）、ISBN 978-4-09-184314-2
  11. 2012年7月4日初版第1刷発行（6月29日発売[小 30]）、ISBN 978-4-09-184519-1
  12. 2012年10月3日初版第1刷発行（9月28日発売[小 31]）、ISBN 978-4-09-184665-5
  13. 2013年2月4日初版第1刷発行（1月30日発売[小 32]）、ISBN 978-4-09-184853-6
  14. 2013年5月5日初版第1刷発行（4月30日発売[小 33]）、ISBN 978-4-09-185188-8
  15. 2013年8月4日初版第1刷発行（7月30日発売[小 34]）、ISBN 978-4-09-185375-2